# Kung Fu Massacre
Kung Fu Massacre, conosciuto anche come Big Showdown, è un film del 1974 diretto da Tian-Lin Wang.

## Trama
Tornato a casa dopo una lunga permanenza all'estero, Tang Kin Ko scopre che la sua famiglia è stata misteriosamente trucidata e che sua sorella risulta essere scomparsa.
Decide così di incontrare segretamente lo zio Cheung, che tenterà di spiegargli quello che sta succedendo. Tuttavia, anche lo zio verrà poi ucciso e Tang sarà falsamente accusato dell'omicidio da parte della polizia. Costretto alla fuga, Tang si nasconde  nella villa di un ricco gangster di nome Towan. Questi, dopo una fugace zuffa coi suoi scagnozzi, nota le notevoli abilità nel Kung Fu di Tang e decide di darli rifugio, pensando che sarebbe stato utile annoverare un combattente provetto come Lui tra i suoi guitti. Towan gli permetterà così di unirsi alla sua banda con la promessa di aiutarlo a trovare i mandanti e scoprire il perché dell'omicidio della sua famiglia e la misteriosa scomparsa della sorella, ma non tutto andrà come dovrebbe...